# かしはら万葉ホール
かしはら万葉ホール（かしはらまんようホール）は奈良県橿原市小房町にある、橿原市立の大型文化ホール。

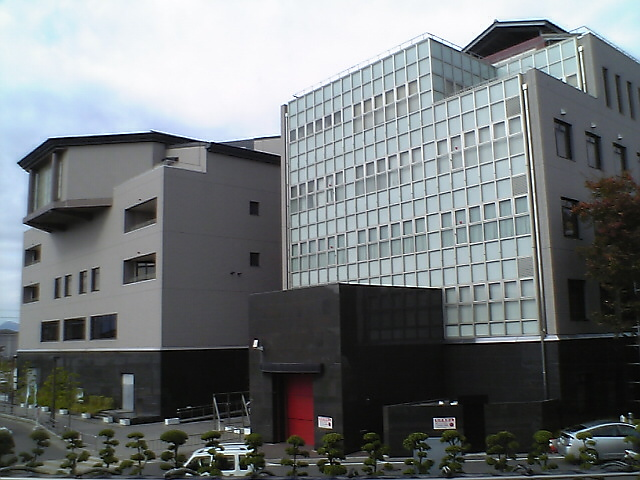
万葉ホール別角度より

## 概要
- 名称：かしはら万葉ホール
- 所在地：奈良県橿原市小房町11番5号
- 開館：1996年（平成8年）7月1日
- 敷地面積：約18.802m2
- 建築面積：約 4.623m2
- 延床面積：約19.286m2
- 構造：鉄骨鉄筋コンクリート造
- 階層：地下1階、地上5階
- 高さ：28m
- 総工費：9.160692.000円
- 駐車場：計480台
  - 第1駐車場123台（南玄関前駐車場）
  - 公民館、体育館裏駐車場44台
  - 第2駐車場261台（館より300mほど離れた場所にある駐車場）
  - 第3駐車場52台（館より国道169号を渡って右側にある駐車場）

## 館内施設
- 地下1階
  - 橿原市立こども科学館
  - 授乳室（2部屋）
- 1階

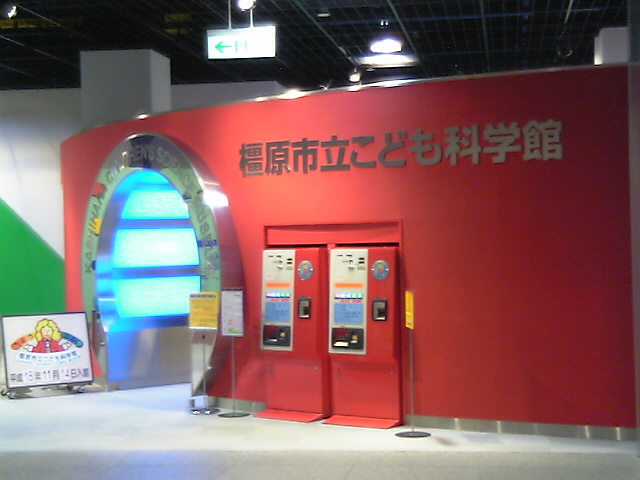
こども科学館

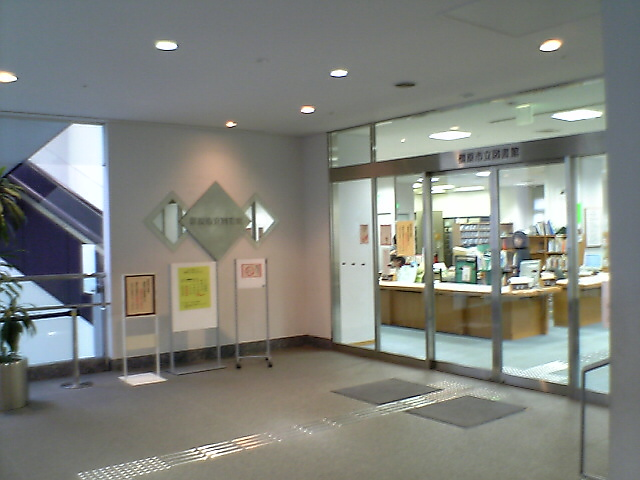
橿原市立図書館

  - ロマントピアホール　約850人収容の大ホール、コンサート、大規模講演会などに使用される。（面積800m2）
  - 橿原市立図書館
  - 多目的ロビー（以前は藤原宮跡模型が展示されていたが模型は移転した。）
  - 喫茶コーナー「万葉」（委託）
  - 橿原市屎尿一時貯留施設（閉鎖）→防災備蓄倉庫に転用予定
- 2階
  - ロマントピアホール2階出入口（ロマントピアホール使用時以外は使用できない。）
- 3階
  - 展示ギャラリー　美術展覧会や展示即売会などが開かれる。（面積515m2）
  - 会議室　各種会議、教室に貸出される。（面積65m2）
  - 管理事務室（橿原市文化ホール企画運営課、社会教育課）
  - 橿原市教育委員会室
- 4階
  - 研修室1　30名収容　各種会議、教室に貸出される。（面積80m2）
  - 研修室2　108名収容　各種会議、教室に貸出される。（面積225m2）
  - 視聴覚室　50名収容　各種会議、教室、楽器演奏練習などに貸出される。（面積110m2）
  - 音楽練習室　50名収容　各種会議、教室、楽器演奏練習などに貸出される。（面積110m2）
  - 橿原市学校教育課
  - 橿原市体育課
  - 橿原市文化財課
  - 橿原市人権教育課
  - 橿原市教育委員会総務課
  - 橿原市教育委員控室
  - 橿原市教育長室
- 5階
  - レセプションホール　各種会議、教室、展示即売会、講演会、パーティに貸出される。分割使用可　400名収容（総面積550m2）分割使用時は収容人数、面積が小さくなる。
  - 特別会議室　各種会議等に貸出される　22名収容（70m2）
  - 和室　各種会議、教室、展示即売会等に貸出される　70名収容（60畳）
  - 茶室　各種会議、教室、展示即売会等に貸出される。（22畳）
  - 喫煙室（館内での喫煙スペースは屋外以外ではここのみとなっている。）
  - レストラン「ぬくみ」（外部委託）

## 周辺施設
- 以下3館は万葉ホールと同一敷地内にある
  - 橿原市婦人青少年会館
  - 橿原市立体育館
  - 橿原市立公民館
    - 橿原市シルバー人材センター（公民館下）
    - 橿原市福祉作業所（公民館下）
- 橿原市水道局

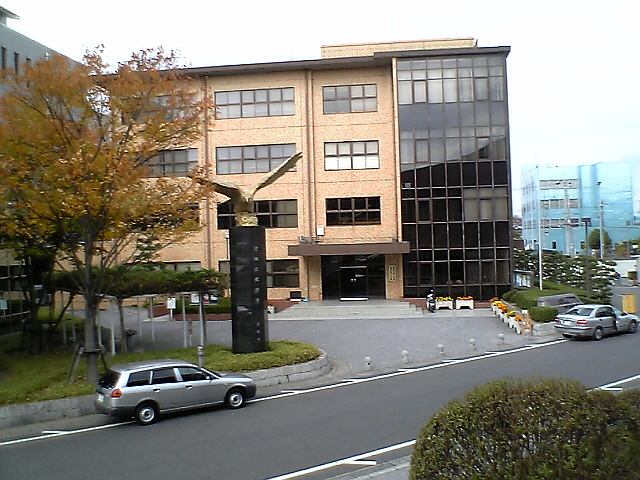
橿原市婦人青少年会館

- おふさ観音（厄除け、大和ぼけ封じ霊場会、大和七福八宝の会、 大和十三仏霊場会札所）

### 屎尿貯留施設のその後の利用
- 屎尿一時貯留場所は、橿原市東竹田町の橿原市屎尿処理場が完成したため閉鎖されたが、その後の同施設の転用用途は橿原市の防災備蓄倉庫になる予定。

## 交通アクセス
- 橿原市コミュニティバス万葉ホール前バス停下車、または奈良交通バス「小房」バス停下車すぐ。
- JR畝傍駅より徒歩約20分
- 近鉄八木西口駅より徒歩約20分
- 近鉄畝傍御陵前駅より徒歩約15分

### バス乗り場（奈良交通）
- 万葉ホール前バス停（南玄関前）
  - 橿原市コミュニティバス橿原市昆虫館行（橿原市藤原京資料館前、橿原市営香具山墓園経由）
  - 橿原市コミュニティバス八木駅行（医大病院前<正面前>経由）
- 小房バス停
- 国道169号線沿乗り場（北行<橿原市方面行>車線側）
  - [8]大和八木駅行（医大病院前経由）
  - [51][52][53]大和八木駅行（医大病院玄関口経由）
- 国道169号線沿乗り場（南行<吉野方面行>車線側）
  - [8]菖蒲町四丁目行（橿原神宮前駅東口経由）
  - [51]下市口駅行（橿原神宮前駅東口、畑屋口、大淀バスセンター経由）
  - [52]下市口駅行（橿原神宮前駅東口、南大和三丁目、大淀バスセンター経由）
  - [53]近鉄御所駅行（橿原神宮前駅東口、川西、郡界橋経由）